# Casa Cruïlles
La Casa Cruïlles, Torre Cruïlles o Casa Mercè Pastor de Cruïlles és un edifici modernista prop del cim del Tibidabo i protegit com a bé cultural d'interès local. Es tracta d'una petita vila-estudi de la marquesa del Castell de Torrent, dita també "El Roserar", construïda el 1904 per Josep Puig i Cadafalch.

## Descripció
Es tracta d'una petita vila-estudi de la marquesa de Cruïlles, coneguda també com a "El Roserar", construïda el 1904 per Josep Puig i Cadafalch.
La cuina, la tribuna i el cos central, que és configurat pel taller, el dormitori i el bany, constitueixen tres volums independents que integren el conjunt de la casa.
Un element altament remarcable per la seva significació és la teulada, ja que la seva gran alçària incrementa la del taller, que és l'element més important de la casa, si tenim en compte que abasta més del cinquanta per cent de l'espai practicable.
La funcionalitat de la construcció és molt correcta i és estructurada per l'escala interior que separa els nuclis destinats a serveis, del taller.
Podem observar un desenvolupament cap a l'exterior que ens ve donat per la presència de la tribuna octogonal que s'integra en una cantonada de la casa. Potser aquesta tribuna és una de les més aconseguides, tècnicament parlant, de tota l'obra de Puig i Cadafalch, ja que pot integrar-se en el conjunt sense perdre les seves qualitats geomètriques
La casa era decorada amb uns esgrafiats, però el conjunt en si, era predominantment de color blanc.